# وایولت لورن
وایولت لورن (انگلیسی: Violet Loraine؛  ‏۲۶ ژوئیهٔ ۱۸۸۶ – ۱۸ ژوئیهٔ ۱۹۵۶) خواننده و بازیگر تئاتر و سینما اهل بریتانیا بود.
او یکی از خوانندگان اصلی ترانهٔ مشهور «اگر تو تنها دختر در این دنیا بودی» است.